# Armorial des officiers du Nivernais
- il reste des blasons à dessiner dans cet armorial.

Cette page référence les armoiries (figures et blasonnements) des officiers du Nivernais.

## Officiers de l'élection
| Figure | Officiers et blasonnement |
| ------ | --- |
|        | Officiers de l'élection de Nevers D'argent à un monde de France entouré de ces mots, en lettres de sable : LES ELVS SONT POVR LE CIEL. |
|        | Officiers de l'élection de La Charité De gueules à une main de justice d'or posée en pal.                                              |
|        | Officiers de l'élection de Vézelay De France plain.                                                                                    |

## Officiers du grenier à sel
| Figure | Officiers et blasonnement                                                         |
| ------ | --------------------------------------------------------------------------------- |
|        | Officiers du grenier à sel de La Charité De sable à un boisseau d'argent.         |
|        | Officiers du grenier à sel de Cosne Tiercé en barre d'argent, de gueules et d'or. |

## Officiers du bailliage-pairie
| Figure | Officiers et blasonnement |
| ------ | --- |
|        | Officiers du bailliage-pairie de Nevers (en 1698) Écartelé d'azur à la hache consulaire d'or liée d'argent, à la fasce de gueules chargée de trois étoiles d'or, brochant sur le tout ; et d'azur à deux poissons d'argent en pal (ducs de Nevers, de la maison de Mancini-Mazarini). |

## Officiers de la maîtrise des eaux et forêts
| Figure | Officiers et blasonnement                                              |
| ------ | ---------------------------------------------------------------------- |
|        | Officiers de la maîtrise des eaux et forêts de Nevers De France plain. |

## Officiers de l'hôtel de ville
| Figure | Officiers et blasonnement                                             |
| ------ | --------------------------------------------------------------------- |
|        | Officiers de l'hôtel de ville de Varzy D'or à cinq fasces de gueules. |

## Source
Georges de Soultrait, « Armorial de l'ancien duché de Nivernais, suivi de la liste de l'assemblée de l'ordre de la noblesse du bailliage de Nivernais aux états généraux de 1789 », sur archive.org, Victor Didron, Paris, 1847 (consulté le 8 novembre 2009)